# Flash Gordon (serie televisiva 2007)
Flash Gordon è una serie televisiva statunitense, liberamente ispirata all'omonimo personaggio dei fumetti fantascientifici ideato nel 1934 da Alex Raymond. Negli Stati Uniti è andata in onda sull'emittente Sci-Fi dal 10 agosto 2007 all'8 febbraio 2008. In Italia è stata trasmessa per la prima volta a maggio 2008 sul canale digitale terrestre a pagamento Steel.
La serie ha avuto un buon successo di pubblico solo nei primi episodi per poi scendere sotto gli standard di ascolti richiesti dalla rete. La serie è stata cancellata al termine della prima stagione il 3 aprile 2008. I cultori dell'originale fumetto hanno rimproverato alla serie di avere una storia troppo differente dall'originale, rendendo il personaggio irriconoscibile.

## Trama
Steven "Flash" Gordon vive con la madre nel Maryland. Il padre, scienziato, scomparve in un misterioso incidente quando Steven aveva 13 anni; adesso è fidanzato con Laura Hafen. L'ex fidanzata di Steven, Dale Arden, è una reporter televisiva fidanzata con il detective della polizia Joe Wylee. I due incontrano il vecchio eccentrico assistente del Professor Gordon, Hans Zarkov, quando appare un buco nello spazio che permette il passaggio tra la Terra e il pianeta Mongo.
Mongo è governato dal sanguinario dittatore Ming, che possiede l'unica fonte di acqua potabile di tutto il pianeta denominata Acqua Sorgente. Differentemente dai precedenti adattamenti viene chiamato "Padre Benevolo" ed è abbastanza differente dallo stereotipo del dittatore semplicemente assetato di potere. Viene ricreato in modo molto più moderno ed elaborato, capace di servirsi dei media per esaltare la propria figura. Ming ha anche una figlia, la Principessa Aura, che è disturbata dalla brutalità del padre da cui si distacca. Nella serie appare per la prima volta il personaggio di Baylin, una cacciatrice di taglie di Mongo. Intrappolata sulla Terra, diventa alleata di Flash, Dale, Aura e del Dottor Zarkov.
Gli abitanti di Mongo vivono in "cantoni", gruppi tribali che assomigliano ai gruppi umani-animali del fumetto originale. I cantoni sono il Verdan (basato sul gruppo della foresta del Principe Barin del fumetto originale), il Turin (basato sugli Uomini Leoni del fumetto), il Dactyls (basato su Hawkmen del fumetto), l'Ormadian (donne capaci di creare potenti pozioni e medicinali), il Fringian (che vivono tra i ghiacciai), Tritonia (che vivono nell'Oceano) e Zurn (maghi dipinti di blu protetti dalla Regina Azzurra). Esiste un altro gruppo noto come i Deviati, mutanti figli di popolazioni che in passato hanno bevuto dalle Acque Grigie (tossiche) per sopravvivere. I Deviati sono capitanati da Terek, fratello della Principessa Aura, e non sono riconosciuti come umani dagli alti abitanti di Mongo.

## Episodi
| Stagione       | Episodi | Prima TV originale | Prima TV Italia |
| -------------- | ------- | ------------------ | --------------- |
| Prima stagione | 22      | 2007-2008          | 2008            |